# Oreopasites arizonica
Oreopasites arizonica là một loài Hymenoptera trong họ Apidae. Loài này được Linsley mô tả khoa học năm 1941.